# 胡锡光
胡锡光（1909年12月—1999年12月10日），男，安徽肥东人，中华人民共和国政治人物，曾任安徽省民政厅厅长，安徽省高级人民法院院长，中共安徽省纪委副书记，安徽省政协副主席。